# Bachata
A bachata egy tánczenei stílus, amely a Dominikai Köztársaságból, az úgynevezett városi folklórból származik. A ritmikus boleró és a merengue származékának tekintik.
A hagyományos bachata előadásában a bolerónál használt maracasokat guiróval helyettesítették, átvették a kubai sonra jellemző szabad és virtuóz bongójátékot, illetve beépítették a Kubában és Puerto Ricoban népszerű, latin-amerikai zenei triókra jellemző gitárjátékot az előadásba.
A bachata Santo Domingo kocsmáiból és bordélyházaiból indult el. A 60-as években, és a 70-es évek elején megvetették ezt a zenei stílust, ugyanis a társadalom szegény rétegének a „keserűség zenéjeként” volt ismert. Ez az elnevezés a szerelmi csalódás által kiváltott melankolikus állapotra utal, amely mindig tükröződött a zenék témájában. Ezekben az években sugárzása csak néhány rádióadóra korlátozódott, ugyanis vulgáris zenének számított.
A bachata ritmusa iránti tömeges érdeklődés a 80-as évek kezdetétől alakult ki, amikor népszerűséget szerzett a médiában. Az UNESCO 2019. december 11-én az emberiség szellemi kulturális örökségévé nyilvánította.

## Etimológia
A 20-as évek elején Kubában a „bachata” terminust egyfajta ünnepi összejövetelek megnevezésére használták. Fernando Ortiz Fernández kubai antropológus szerint, etimológiai szempontból a bachata afrikai eredetű szó, ami tivornyázást, dáridót és mulatozást jelent.
Egyrészt a bachata a népi szórakozás szinonimája, illetve a házak udvarain, az utcákon, vagy a városnegyedekben tartott ünnepségeké, ez köti össze afrikai előzményeivel. Másrészt a Spanyolországhoz való kötődését a fandangoval, olyan kulturális megnyilvánulással kapcsolhatjuk össze, amelyet nyílt téri ünnepségként, és nem zeneként szoktak említeni.
Santo Domingóban a legrégebbi utalás a bachatára, mint zenés ünnepség megnevezésére – és nem, mint zenei stílusra – 1922-es és 1927-es dokumentumokból származik.

## Történet

### Származás

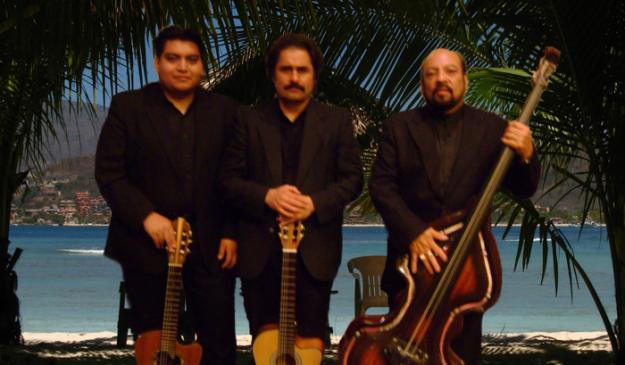
Romantikus trió

A latin-amerikai boleró, mint zenei kifejezési forma a 30-as, 40-es és 50-es években meghatározó volt a dominikaiak ízlésvilágát tekintve. A ritmus együtt létezett a latin-amerikai zene más, a Dominikai Köztársaságban akkoriban szintén rendkívül népszerű kifejezési formáival, mint például a mexikói corridóval, a huapangóval vagy a pasillóval.
A többek között Mexikóból, Kubából és Puerto Ricóból származó romantikus triók, kvartettek, együttesek és szólisták népszerű zenéje nagy befolyással volt a híres dominikai zenészekre, akik a 60-as évek elején Santo Domingó és más városok infrastruktúra hiányában szenvedő területein formálták zenei világukat. Ez tette lehetővé, hogy a 60-as évektől a Dominikai Köztársaságnak saját zenei kifejezésmódja legyen.

### Az első hullám
Olyan énekesek tartoznak ide, mint Rafael Encarnación, Tommy Figueroa, Luis Segura és Edilio Paredes.
1961. május 30-án, José Manuel Calderón, a Los Juveniles trió kíséretében, a Dominikai Rádió és Televízió stúdiójában felvette a “Borracho de amor”, és a “Condena (qué será de mí)” Bienvenido Fabián dalát. Ezeket a feldolgozásokat a műfaj legkorábbi felvételeinek tekintik.
Santo Domingóban a 60-as évek elején Rafael Encarnación volt az, aki megkedveltette a ritmust a dominikaikkal. Encarnación 1963 októberében debütált többek között a “Muero contigo”, “Ya es muy tarde”, “Yo sería capaz”, “Esclavo de tu amor”, és a “No lo niegues” című dalokkal. Művészi pályafutása azonban kevesebb, mint egy évig tartott, ugyanis 1964 márciusában közúti balesetben életét vesztette.  
1964-ben, Luis Segura felvette első kislemezét, a “Cariñito de mi vida”-t. Ugyanebben az évben létrejött a Radio Guarachita, Radhamés Aracena vezetésével. A Guarachita eredetileg a dominikai főváros El Conde nevezetű utcájában található lemezbolt volt, amely amellett, hogy meghatározó szerepet töltött be a műfaj rádiós sugárzásában, gyakorlatilag az egyetlen cég volt, amely a bachata művészek számait felvette.

### A második hullám
Ebben a szakaszban énekesek új generációja jelent meg a Radio Guarachita támogatásával. Olyanok, mint Mélida Rodríguez, művésznevén “La Sufrida” és Leonardo Paniagua, akik olyan zenei kifejezésmódot képviseltek, amely a 70-es és 80-as években érte el a csúcspontját. Később ez az irányzat háttérbe szorult a bachata kissé “kifinomultabb” kifejezési formáinak a javára.  
Luis Segura, művésznevén “El Añoñaíto”, a második szakasz meghatározó alakja volt. Az 1982-ben felvett “Pena” című dalával új fejezetet nyitott a bachata ritmusának történetében. Kellő népszerűséget teremtve a zenei kifejezésmódnak, a dominikai társadalom közép-és felsőbb rétegei kedvelni kezdték, ezért innentől kezdve nem csak a társadalom szegény rétegének zenéje volt.
Leonardo Paniagua szintén hozzájárult a bachata 70-es és 80-as években betöltött népszerűségéhez, olyan dalok feldolgozásával, mint például a svéd ABBA együttes “Chiquitita”, és a brazil énekes, Roberto Carlos “Amada amante” című száma.

### A harmadik hullám
A 80-as évek vége és a 90-es évek eleje közötti időszak. Ekkor a bachata minősége jelentősen nőtt a korábban megtett útjához képest. Kidolgozottabb zenei feldolgozások születtek, és a szövegek jelentős javulást mutattak. Ebben a szakaszban kétféle típusa is megjelenik: a bachata “rosa” és a “tecnoamargue”.
A bachata rosa-t, a bachata és a romantikus ballada ötvözetét, elsősorban Víctor Víctor és Juan Luis Guerra énekes és dalszerző képviselte.  Víctor “Inspiraciones” és Guerra “Bachata Rosa” zenéi a Dominikai Köztársaságban hamar az eladási listák élére kerültek, és még külföldön is népszerűségre tettek szert.
Az elektromos hangszerelésű tecnoamargue más modern zenei kifejezésmódokkal való keveredéseket hozott magával. Ennek a bachata típusnak a fő előadói Sonia Silvestre énekesnő, és a zeneszerzője Luis Días, aki olyan műfajokkal, mint a rock és a jazz, valamint más dominikai és karibi ritmusokkal alkotott zenei ötvözeteket. Meg kell említeni, hogy Días dalszövegei teljesen másak voltak, mint Víctoré és Guerráé: az utóbbi két zenész dalszövegei a romantika, Luisé pedig az absztrakt expresszionizmus határán mozogtak.
Szintén meg kell említeni az “el Bachatu” vagy “Tu Mayimbe” néven ismert Anthony Santost, aki a stílus minden idők egyik legkiválóbb képviselője. Őt tartják a modern bachata úttörőjének, ugyanis a 90-es évek elején fontos szerepet töltött be a stílus újragondolásában, amelyet romantikus dalszövegekkel, poppos gitárszólamokkal és új hangszerekkel egészített ki, mint a zongora, az üstdobok és a szaxofon.  

### Napjainkban
Manapság a bachata digitális zeneként is jelen van, és a zenében más hangszerek is megjelentek, mint például konga, szaxofon és üstdob, sőt, más zenei stílusokkal is összeolvadt. A dalszövegekben érezhető a bachata rosa hatása, ellentétben a bachata 80-as évek előtti erotikus és szexuális töltöttségű dalszövegekkel, és a szerelem, a visszautasítás, a nosztalgia, valamint egy olyan életstílus kifejezésére helyezi a hangsúlyt, amelyben a nő a szerelem és a vágyakozás forrása.  
Ebben a szakaszban a bachata egyre ismertebbé válik, és sajátos jellegzetességekkel rendelkező zenei stílusként érvényesül. A La Guarachita cég és rádió véglegesen befejezi működését, és ehelyett pedig megjelennek a vállalkozók és a szponzorok, akik segítségével a bachataművészek tömeges népszerűséget szereznek maguknak az országban. Olyan énekesek, mint Blas Durán, Ramón Torres, a bachata “El Chaval”-ja, Zacarías Ferreira, Luis Miguel del Amargue, Elvis Martínez, Frank Reyes, Teodoro Reyes, Raulín Rodríguez, Yoskar Sarante, Chico Severino, Luis Vargas és Joe Veras. Ők mindannyian a bachaterók feltörekvő csapatához tartoznak, akiknek köszönhetően a stílus még nagyobb népszerűségre tett szert a Dominikai Köztársaságban.  
A bachata az Aventura együttessel szerzett biztos nemzetközi elismerést. Énekese Romeo Santos, aki szólistaként a bachata új szakaszának legkiemelkedőbb és nemzetközileg legismertebb képviselőjévé vált. Más, külföldi elismerésre törekvő együttesek is megjelentek, mint a dominikai Monchy & Alexandra, és az amerikai Xtreme, sőt, szólisták is, mint például Ivy Queen, Prince Royce, Maite Perroni, Toby Love és Daniel Santacruz. Bár az utóbbiak nem dominikaiak, mégis nagy sikereket értek el.

## A bachata szociológiája
A bachata a tangóhoz és más latin-amerikai zenei stílusokhoz hasonlóan melankólikus és a szenvedélyes, és ötvözi a szerelem és a visszautasítás érzését a bevándorló nosztalgiájával, ami a dominikaiak esetében a vidékről a városba való elvándorlást jelenti.  A bachata nosztalgikus zenéjét az elővárosi kultúrára jellemző 1962-től kezdődő, a vidékről a városba való elvándorlással kapcsolják össze. Ebben az időszakban a bachata a “keserűség zenéjeként” volt ismert, ami a nosztalgikus életérzésnek felelt meg.

## Zene
A bachata egy karibi eredetű, a salsánál lágyabb hangzású, melankolikus hangulatú latin zenei stílus.  Az eredetileg a Dominikai Köztársaságból származó gitárzene a merengue-vel karöltve mára a salsa klubok közkedvelt kiegészítő táncává fejlődött. Népszerűségét az egyszerű, könnyen megjegyezhető lépéseinek köszönheti, habár a lépéseket kísérő csípő és testmunka elsajátítása hosszas gyakorlást igényel. 2002-től bekerült az autentikus latin táncversenyek versenyezhető kategóriái közé, amelynek hatására a bachata gyors fejlődésnek indult. A romantikus hangulatú bachata a salsa táncos bulik kísérőműfajaként mára már az egész világot meghódította.

## Tánc
A tánc alapja egyszerű lépések sorozata, előre és hátra, illetve jobbra és balra mozgunk.
A tánclépéseket a következőképpen kell elképzelni: számolni kell a négyütemű alaplépést. Egyre a jobb lábbal jobbra sasszézunk (alaphelyzetből egyszerűen csak a jobb lábat jobbra nyitjuk, ezzel megkezdjük a táncot). Kettőre a bal lábat visszazárjuk a jobb lábhoz. Háromra megismételjük a legelső lépést (a jobb lábbal jobbra haladunk). Négyre pedig ismét összezárjuk a két lábunkat (a nő a bal lábát megemeli, és lábujjhegyre helyezi egy pillanatra) majd (jelen lépéseket követően) egy balra történő csípődobással még hangsúlyosabbá tesszük a táncot. Megismételjük ugyanezt a másik irányba is, de mivel most bal oldalra fogunk indulni, a bal lábunkkal lépünk.  Képzeljük el, hogy ugyanazt a vonalat írjuk le a táncunkkal, viszont nem előre és hátra, hanem oldalirányba mozgunk.
Az eredeti dominikai táncstílus egy teljes 8 ütemes alaplépés-sorozat egy négyzet alakú területen. Amikor a bachata népszerű lett az Egyesült Államokban, és Európában, a táncosok elkezdték módosítani, így egy sokkal egyszerűbb, szintén 8 ütemes, de oldal irányban egy vonalban mozgó mintát alkottak. A legtöbb stílus alaplépése 3 lépésből, és egy „pontozásból” áll (amikor nem lépünk, csak érintjük a földet a lábfejünkkel, egy csípőmozdulat kíséretében). A bachata zene minden negyedik üteme hangsúlyos, amire a „pontozás” történik, de ettől eltérő időzítésre is táncolható.

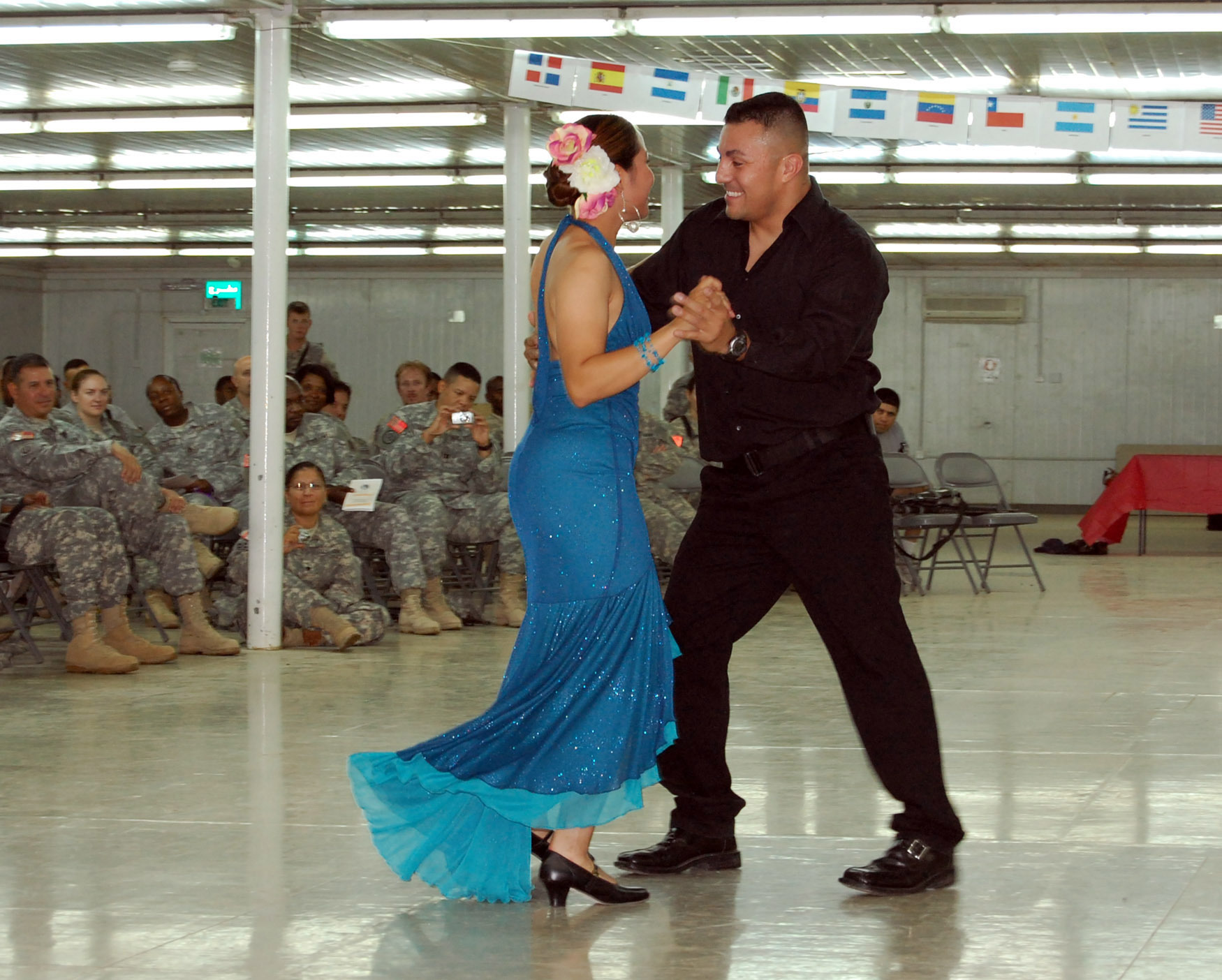
Bachata táncosok

Az alaplépés egyszerű, a nehézség abban rejlik, hogy amikor partnerrel táncolunk egyszerre meg kell tartani a lábak és a karok mozgását (ez a karmozdulat széleskörű repertoárral rendelkezik, ugyanis a férfi ezzel jelzi a nőnek a fordulásokat, az előre-és hátra történő kézmozdulatokat, a csavarásokat, és a kardobásokat), vagyis társastáncról beszélünk. A nőnek el kell sajátítania bizonyos karmozdulatokat. A bachatában és a salsában a kézmozdulatok megegyeznek, tehát ebben az értelemben kéz a kézben járnak.  
A férfinek nincs könnyű dolga, tudnia kell vezetni a nőt a kar és kézmozdulatokkal. Ha a nem tud jól vezetni, akkor nem lesz jó a bachatában. Ugyanez a helyzet a salsánál és a tangónál is. A nőnek le kell tudnia követni a férfit és értelmeznie kell, amit a karmozdulataival jelez neki.   
A bachata az érzékiség és a csábítás tánca,  a tangóhoz és a kizombához hasonlóan.
A bachatának az évek során sokféle stílusa és táncformája alakult ki. Kezdetben a hagyományos (vagy dominikai) stílust rövidebb, gyorsabb lépések jellemezték, és a pár nem táncolt olyan közel egymáshoz, így sokat számított a láb-és csípőmozgás. Később alakult ki a Korke Escalonának és Judithnak (spanyol táncosok) tulajdonított érzéki stílus, többek között tangó és zouk hatásokkal. Az utóbbi időben újabb és újabb kombinációk törnek utat, mint például a fúziós bachata, amely olykor utcai táncokból vett, és bachatangó lépéseket is tartalmaz.

## Fordítás
- Ez a szócikk részben vagy egészben  a   Bachata című spanyol Wikipédia-szócikk fordításán alapul.  Az eredeti cikk szerkesztőit annak laptörténete sorolja fel. Ez a jelzés csupán a megfogalmazás eredetét és a szerzői jogokat jelzi, nem szolgál a cikkben szereplő információk forrásmegjelöléseként.